# Boots Mussulli
Henry William Mussulli, detto Boots (Milford, 18 novembre 1915 – Norfolk, 23 settembre 1967), è stato un sassofonista (alto, tenore e baritono), clarinettista, arrangiatore e bandleader di jazz statunitense, principalmente sassofonista contralto, strumento col quale riuscì a crearsi uno stile personale grazie anche al suono limpido, scorrevole e senza vibrato. Poco prima della sua prematura scomparsa si esibì come direttore d'orchestra della Milford Youth Band (composta da sessanta musicisti) al festival jazz di Newport del 1967..

## Biografia
Boots Mussulli iniziò a suonare appena dodicenne il clarinetto, in seguito fece le sue prime esperienze musicali in orchestre locali nei dintorni di Boston, specialmente nell'orchestra di Mal Hallet.
Nel 1942 venne ingaggiato nella band di Teddy Powell sostituendo il clarinettista Irving Fazola.
Dal 1944 al 1947 fece parte dell'orchestra di Stan Kenton (con cui ritornerà nel 1952 fino al 1954) suonando da qui in avanti principalmente il sassofono contralto (raramente il sassofono tenore o il baritono e sporadicamente il clarinetto), successivamente lavorò con Gene Krupa (1948), Charlie Ventura, Vido Musso (1951).
Dalla metà degli anni cinquanta, Mussulli aprì un proprio jazzclub a Milford, chiamato Crystal Room, locale che venne ribattezzato Jazz Mecca in cui si esibiro numerosi jazzisti di primissimo piano (Charlie Parker, Dizzy Gillespie, Duke Ellington, Harry James, Woody Herman, Lionel Hampton, Charlie Ventura, Serge Chaloff, Charlie Barnet, Count Basie, George Shearing, Carmen McRae, per citarne alcuni).
Verso la fine degli anni cinquanta si stabilì a Boston svolgendo l'attività di insegnante musicale (Milford High School) e contemporaneamente esibendosi con vari musicisti jazz (Herb Pomeroy, Toshiko Akiyoshi).
In un concorso indetto, verso la fine degli anni quaranta dalla rivista musicale DownBeat per eleggere il miglior sassofonista, al numero 1 si classificò Charlie Parker e al numero 2 Boots Mussulli.

## Discografia
Album
Leader o co-leader
- 1954 – Serge Chaloff and Boots Mussulli (Storyville Records, STLP-310)
- 1955 – Kenton Presents Jazz: Boots Mussulli (Capitol Records, H/T 6506)

Singoli
- 1954 – Diga Diga Doo/Lullaby in Rhythm (Capitol Records, KC 65002)